# Thompsoniana jirouxi
Thompsoniana jirouxi là một loài bọ cánh cứng trong họ Cerambycidae.